# Darnell Nunatak
Darnell Nunatak är en nunatak i Antarktis. Den ligger i Östantarktis. Australien gör anspråk på området. Toppen på Darnell Nunatak är 1 405 meter över havet, eller 211 meter över den omgivande terrängen. Bredden vid basen är 1,6 km.
Terrängen runt Darnell Nunatak är huvudsakligen kuperad, men åt sydväst är den platt. Trakten är obefolkad. Det finns inga samhällen i närheten. 